# Potlatch (Idaho)
Potlatch è un comune (city) degli Stati Uniti d'America della Contea di Latah in Idaho, sita nella zona centro settentrionale dello Stato. La popolazione era di 804 abitanti secondo il censimento del 2010.

## Storia
Potlatch venne fondata nel 1905 come città legata alla società Potlatch Corporation. Il luogo su cui sorge la città venne scelto in prossimità dell'ampio bosco di pini lungo il fiume Palouse. Essa divenne sede di una segheria che era allora fra le più grandi mai costruite e la più grande in assoluto al mondo come segheria di pino bianco. La Potlatch Corporation costruì 250 edifici da adibire a case per i lavoratori e le loro famiglie, oltre ad un emporio, un teatro, edifici per abitazioni, una stazione ferroviaria e depositi per il legname.  Molte delle case erano state progettate e costruite dalla Potlatch Corporation che successivamente le commercializzò come kit di montaggio per case prefabbricate da assemblare.
Potlatch divenne anche il fulcro di una delle più grandi reti ferroviarie private per il trasporto del legname costruita negli Stati Uniti. Alla maggior parte delle sue stazioni ferroviarie o depositi venne dato il nome delle scuole della Ivy League, come Harvard e Princeton.
Nel 1981 la segheria venne chiusa e subito dopo la città venne venduta ai residenti.